# ジョージ・ミュラー
ジョージ・フレデリック・ミュラー（George Fredrick Müller (ドイツ語: George Friedrich Müller)、1805年9月27日 - 1898年3月10日）はプロシア生まれで、イギリスで活躍した孤児院経営者、宗教家、説教家。

## 概要
世俗に頼らず神のみに頼るという方法(フェイス・ミッション)を生涯貫き、多くの孤児たちを救済した。日本においては、孤児事業のパイオニアとなった石井十次の岡山孤児院のモデルとなり、石井の思想に決定的な影響を与えた。また来日もしており、新島襄に招聘され同志社で講演をするなどして、山室軍平などに多大な影響を及ぼした。英国教会史的には、プリマス・ブレザレンのジョン・ダービ（ネルソン・ダービーと表記されることが多い）と意図せず神学論争をし、それを契機にブレザレン運動初期段階において、ミュラーはオープン・ブレザレンを、ダービはエクスクルーシブ・ブレザレンを、と二つの流れを形成する大きな影響を与えた人物としても注目されている。なお、ブレザレン運動の言説の勢いが増した結果、患難前携挙説が大いに広まったが、ジョージ・ミュラーや彼の友人ベンジャミン・ウィルズ・ニュートンらは、患難前携挙説について否定的で、患難後携挙説に注目していた。ミュラーは、「背教が起こり、滅びの子が現れるまで、イエス様が来ないことを、聖書ははっきりと断言している。」と語っていた。

## 生涯
- 1805年 プロシア、クロッペンシュタットで誕生。ミュラーが子供のころは非行少年として知られており、10歳のころには泥棒をするようになっていた。日常的に嘘をつき、悪友相手に賭け事をしたり、酒を飲んだりと遊び呆けていた。
- 1825年 友人に誘われて小さな家の集会を訪問した後、回心し入信。
- 1829年 ロンドン、ユダヤ人宣教会で働くためにロンドンに行く。
- 1829年 病床に付す。瀕死の重病になる。
- 1829年 デボンのテイマンスで回復する。このころ、ヘンリー・クラークに出会う。また、プリマス・ブレザレン運動の初期メンバーたちに出会う。
- 1930年 ロンドン、ユダヤ人宣教会との関わりを離れる。テインマスのエベネゼルチャペルで牧師に就任する。
- 1830年 ヘンリー・クラークと共にブリストルのギデオン・チャペルの牧師になる。
- 1834年 聖書知識協会を設立
- 1836年 最初の孤児達の家をブリストル、ウィルソン・ストリートに設立
- 1848年 プリマス・ブレザレンが分裂。ロバート・チャップマンらと共にオープン派を興す。
- 1849年 ブリストルのアシュリーダウンに孤児院を設立（アレン・ハウス）
- 1857年 アシュリーダウンに二番目の孤児院を設立（ブルーネル・ハウス）
- 1862年 アシュリーダウンに三番目の孤児院を開設（ミュラー・ハウス）
- 1866年 ヘンリー・クラークが死去
- 1869年 四番目の孤児院をアシュリーダウンに設立。（デイビー・ハウス）
- 1870年 最後の孤児院を、アシュリーダウンに設立。（カボット・ハウス）メアリー夫人が死去。
- 1871年 スザンナ・サンガーと結婚
- 1878年 宣教旅行開始。42カ国を32万キロ旅する。
- 1878年 ホワイトハウスでラザフォード・ヘイズアメリカ大統領と会見する。
- 1892年 最後の宣教旅行を終える。
- 1894年 スザンナ夫人が死去
- 1897年 ヴィクトリア女王即位60周年の際、ベテスダ・チャペルで説教する。
- 1898年 92歳で死去

## 書籍

### 著書
- 『祈りの力』　マルコーシュ・パブリケーション　ISBN 4872071255　1993年
- 『信仰』　いのちのことば社ポケット・ディボージョン　ISBN 9784264021209　2003年

### 伝記
- A・T・ピアソン『信仰に生き抜いた人』　いのちのことば社
- A・E・C・ブルックス編『ジョージ・ミュラーの祈りの秘訣』　いのちのことば社 ISBN 4264008387　2004年
- 金井為一郎　『信仰勝利者－ジョージ・ミュラー』東光社　1926年

### 研究書（著書、論文）
- 木原活信（1999）「ジョージ・ミュラーが石井十次に及ぼした影響」(pp.1–26)　同志社大学人文科学研究所編『石井十次の研究』同朋舎　ISBN: 481042555X
- 木原活信(1993)「同志社のアイロニー　―山室軍平の中途退学－」『新島研究』第82号,pp.139–162.
- 木原活信（2019）「英国初期ブラザレン運動とジョージ・ミュラー ―その分裂と挫折が福祉実践思想形成に及ぼした影響をめぐって―」 『キリスト教社会問題研究』 (第68号) 1 - 33 .
- 木原活信(2018)「ジョージ・ミュラーの思想形成におけるフランケの敬虔主義の影響について」『評論・社会科学』 (127) 1 - 17
- 木原活信（2023）『ジョージ・ミュラーとキリスト教社会福祉の源泉：「天助」の思想と日本への影響』教文館　　ISBN　978-4-7642-7466-2